# Sẻ thông ngực vàng
Sẻ thông ngực vàng, tên khoa học Carduelis spinoides, là một loài chim thuộc họ Fringillidae. Chúng được tìm thấy ở Afghanistan, Bhutan, Trung Quốc, Ấn Độ, Myanma, Nepal, Pakistan, Thái Lan, và Việt Nam. Môi trường sống tự nhiên của chúng là các vùng cây bụi ở và rừng ôn hòa.

## Tham khảo

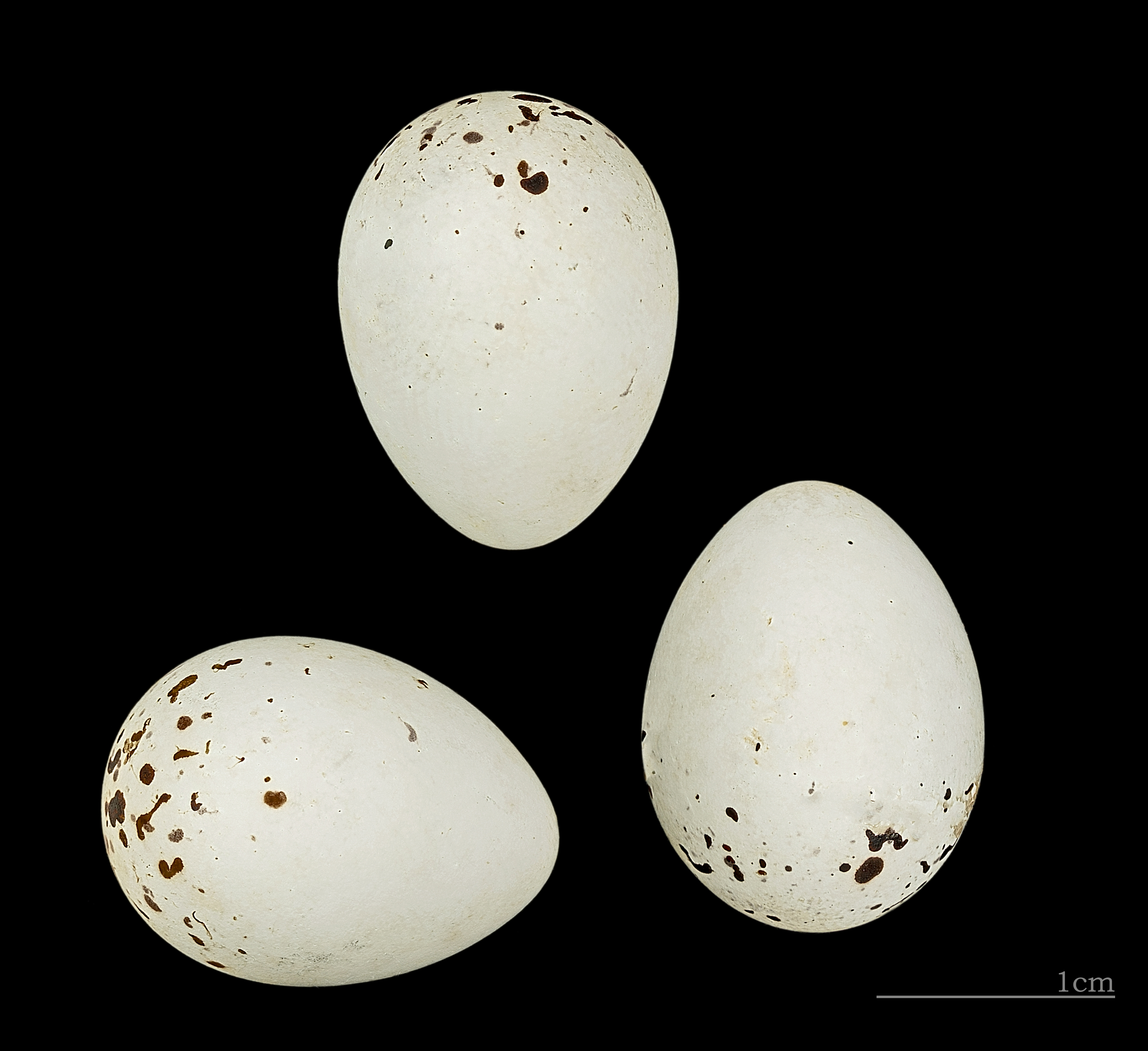
Trứng chim Sẻ thông ngực vàng

## Phân loài
- C. s. spinoides  Vigors, 1831
- C. s. heinrichi  Stresemann, 1940